# Bebel
Bebel is een bestuurslaag in het regentschap Pekalongan van de provincie Midden-Java, Indonesië. Bebel telt 7519 inwoners (volkstelling 2010).